# Baia di Bandon
La baia di Bandon (in lingua thai: อ่าวบ้านดอน, trascriz. RTGS Ao Ban Don, trascriz. IPA /ʔàːw bâːn dɔːn/) si trova nella parte occidentale del golfo di Thailandia. La sua costa si estende lungo la provincia di Surat Thani, nella Thailandia del Sud. Il capoluogo Surat Thani si trova nelle immediate vicinanze. Il fiume più importante che sbocca nella baia è il Tapi.
Sulla parte settentrionale della baia si trova l'antico porto di Chaiya, che fu un grande centro di traffici commerciali lungo la via marittima della seta nonché una delle città più importanti della penisola malese ai tempi dell'Impero Srivijaya (VII secolo-XIII secolo). Per evitare la lunga e pericolosa circumnavigazione della penisola malese, le merci in viaggio via nave tra la Cina e l'Occidente venivano scaricate e trasportate via terra attraverso l'istmo di Kra e Chaiya era il porto orientale in cui attraccavano le navi dirette in Cina.
Lungo le coste della baia crescono le mangrovie, molte delle quali sono state tagliate a partire dalla seconda metà del XX secolo, creando seri problemi ambientali. La riduzione delle mangrovie e l'eccessivo sviluppo della maricultura hanno determinato un impoverimento della qualità delle acque, un'alterazione della sedimentazione e un calo della presenza di molluschi e crostacei, che sono voci importanti dell'economia locale. I fiumi e i canali che sboccano nella baia garantiscono una grande produzione di fitoplancton, che alimenta la produzione locale di cardiidae, ostriche, mitili, granchi, gamberi ecc.